# Иона Киевский
Иона Киевский (в схиме Пётр; в миру Иван Павлович Мирошниченко; 1802, посад Крюков (в 1794 г. Крюковский посад вошел в состав г. Кременчуг, это правобережная часть города), Полтавская губерния — 9 января 1902, Киев) — православный святой, преподобный, чудотворец. При жизни почитался как старец. Основатель Ионинского монастыря в Киеве, где хранятся его мощи.

## Биография
Родился в 1802 году в семье Павла и Пелагии Мирошниченко и получил имя Иван (Иоанн). Родители Ивана происходили из мещан посада Крюкова Полтавской губернии Кременчугского уезда. Семья Мирошниченко жила в бедности, и родители Ивана не могли дать ему хорошего образования. Единственным, чему он научился, было чтение. От природы был одарён высокими и богатыми умственными дарованиями и твёрдой памятью. С детства он любил чтение книг, особенно религиозно-назидательных, и читал очень много.
Будучи с малых лет весьма набожным, Иван очень часто посещал монастыри и первоначально поселился как послушник у преподобного Серафима Саровского. Послушник Иван прожил на послушании у великого старца восемь лет. Впоследствии, преподобный Серафим благословил Ивана идти в Брянскую Белобережскую пустынь, куда, по воле старца, он поступил послушником в 1836 году.
В 1843 году, Иван Мирошниченко принял монашество с именем Иона и в 1845 году был рукоположён в сан иеродиакона.
В 1851 году отца Иону встретил Киевский митрополит Филарет (Амфитеатров), по его воле и желанию в августе того же года иеродиакон Иона был переведён в Киевский Николаевский монастырь. Затем в 1858 году он был рукоположён в сан иеромонаха, и через два года, в 1860 году, переведён в число братии Киево-Выдубицкого монастыря, расположенного на одной из весьма живописных окраин Киева, на так называемом Зверинце. Уже в это время иеромонах Иона выделялся своей духовной опытностью и благочестивой жизнью, и многие киевляне искали случая получить совет и наставление у отца Ионы, быть его духовными чадами.
Среди духовных учеников Ионы в 1880-е годы был Василий Ткаченко, вошедший в историю под именем Василия Босоногого, — русский странник и «мистический друг» Николая II и императрицы Александры Фёдоровны.
1 марта 1861 в Выдубицком урочище старец Иона в столбе огня разглядел видение Богоматери . Преподобный Иона стал известен всей Российской Империи.
Указом Святейшего Синода от 17 января 1886 о. Иона был назначен настоятелем Киево-Межигорского Спасо-Преображенского монастыря с возведением в сан архимандрита.
Старец Иона скончался в ночь с 8 на 9 января, 1902 года.

## Мощи святого
В 60-х годах XX века, когда возобновились гонения на церковь, склеп схиархимандрита Ионы был разрушен, вандалы надругались над его мощами, у него оторвали кисть правой руки и голову. Братия монастыря во главе с игуменом перезахоронили старца на Зверинецком кладбище.
На Зверинецком кладбище мощи прп. Ионы находились 27 лет. В 1993 году накануне дня тезоименитства преподобного — пророка Ионы — по благословению Митрополита Владимира мощи святого были найдены, доставлены в монастырь и в новом дубовом гробу возложены на прежнем месте — в склепе. А кипарисовый гроб, в котором был похоронен старец и который он сделал для себя ещё при жизни, стоит на особом месте в храме. Сейчас в нём хранятся его постригальный крест, параман и облачения.